# Ponte di Tiberio (Rimini)

Tiberijev most (italijansko Ponte di Tiberio) ali Avgustov most (latinsko Pons Augustus) je rimski most v Riminiju v Italiji. Most sestavlja pet polkrožnih obokov s povprečno dolžino razpona ca. 8 m. Gradbena dela so se začela v času vladavine cesarja Avgusta in končala pod njegovim naslednikom Tiberijem leta 20; napis tako strukturo poimenuje kot »dano s strani obeh cesarjev« . 
Most je bil edini prehod reke Marecchia, ki ga nemška vojska, ko se je umikala med bitko pri Riminiju, ni uničila in naj bi se uprl vsem poskusom uničenja, vključno z neuspehom pri vžigu eksplozivnih nabojev.
Most je še vedno odprt za promet pešcev in avtomobilov, razen težkih tovornih vozil.